# Micrurus bernadi
Micrurus bernadi este o specie de șerpi din genul Micrurus, familia Elapidae, descrisă de Cope 1887. A fost clasificată de IUCN ca specie cu risc scăzut. Conform Catalogue of Life specia Micrurus bernadi nu are subspecii cunoscute.